# زودوست‌اشتادیون
 زودوِست‌اشتادیون  (به آلمانی: Südweststadion) ورزشگاهی چند منظوره در شهر لودویگسهافن در کشور آلمان است.